# 末松玄六
末松 玄六（すえまつ げんろく、1910年12月25日 - 1993年8月30日）は、日本の経営学者。専門は中小企業適正規模論。名古屋大学名誉教授。日経・経済図書文化賞受賞、日本中小企業学会初代副会長。
その学術論ゆえに、信用金庫整理において小原鐵五郎に敗北したことでも有名。

## 略歴
岐阜県出身。東京商科大学（現一橋大学）卒。上田貞次郎門下。1961年「中小企業の成長に関する経営経済学的研究」で名古屋大学より経済学博士の学位を取得。彦根高等商業学校教諭、山口高等商業学校助教授、名古屋経済専門学校教授、名古屋大学経済学部助教授、教授、1974年定年退官し名誉教授となり、愛知大学法経学部教授を務めた。1980年から1986年まで山中篤太郎初代会長等の下で日本中小企業学会初代副会長。1962年『中小企業成長論』で日経・経済図書文化賞受賞。指導学生に小川英次名古屋大学名誉教授、種村均元ノリタケカンパニーリミテド社長、伊貝武臣元スタジオアリス副会長など。末松安晴元東京工業大学学長は甥。

## 著書
- 『最適工業経営論』同文館 1943
- 『中小工業と経営合理化』同文館 経営学研究選書 1949
- 『中小企業失敗の原因と経営対策』兵庫県産業研究所 1951
- 『中小企業の合理的経営 失敗原因とその克服』東洋書館 1952
- 『中小企業経営論』ダイヤモンド社 経営全書 1956
- 『中小企業の経営学』ダイヤモンド社 1959
- 『中小企業の体質改善』ダイヤモンド社 1960
- 『中小企業成長論 中小企業の成長に関する経営経済学的研究』ダイヤモンド社 1961
- 『会社の成長危険 繁栄と倒産の分岐点』ダイヤモンド社 1964
- 『独立企業論』ダイヤモンド社 1967
- 『問題解決の経営』ダイヤモンド社 1970
- 『中小企業の経営戦略』丸善 経営学全書 1972
- 『危険克服の経営 低成長下を生き抜く法則』マネジメント社 1977
- 『経営活力診断』ダイヤモンド社 1982

### 共編著
- 『海外の中小企業』編 有斐閣 中小企業叢書 1953
- 『トップ・マネジメント講座 第4 中小企業のトップ・マネジメント』村本福松,大石岩雄共著 ダイヤモンド社 1962
- 『適正規模と中小企業』滝沢菊太郎共編 有斐閣 中小企業叢書 1967
- 『日本的経営の特質』高田馨、細井卓共著 ダイヤモンド社、1974

### 翻訳
- E.T.ペンローズ『会社成長の理論』監訳 ダイヤモンド社 1962